# Shell Key (parc national des Everglades)
Pour les articles homonymes, voir Shell Key (Upper Keys).
Shell Key est une île des Keys, archipel des États-Unis d'Amérique situé dans l'océan Atlantique au sud de la péninsule de Floride. Elle est située dans la baie de Floride et relève du parc national des Everglades.